# Afevork Ghevre Jesus
Āfeworq Gebre Īyesūs (10 iulie 1868 - 25 septembrie 1947) a fost un scriitor etiopian.